# Panorpa ishiharai
Panorpa ishiharai är en näbbsländeart som beskrevs av Miyamoto 1994. Panorpa ishiharai ingår i släktet Panorpa och familjen skorpionsländor. Inga underarter finns listade i Catalogue of Life.